# Wolfgang Gabriel Pachelbel von Gehag
Wolfgang Gabriel Pachelbel von Gehag (auch Wolfgang Gabriel Pachelbel; * 10. Juni 1649 in Wunsiedel; † 26. November 1728 in Onolzbach) war ein deutscher Rechtswissenschaftler.

## Leben
Pachelbel von Gehag stammte aus dem gleichnamigen Adelsgeschlecht und ist der Sohn von Wolf Adam Pachelbel von Gehag. Seine frühe Ausbildung ist unbekannt. Am 18. Januar 1665 wurde er am neu gegründeten Bayreuther Gymnasium aufgenommen. 1667 ging er zum Studium der Philosophie, Geschichte und Rechtswissenschaft an die Universität Jena. Von dort wechselte er an die Universität Leipzig, an der er am 15. Oktober 1678 zum Doktor der Rechte promoviert wurde. Anschließend war er Assessor an der Juristenfakultät.
Pachelbel von Gehag folgte 1679 einem Ruf als kulmbachischer Rat und Advokat (Anleiter) an das Landgericht in Onolzbach. Dort wurde er nach kurzer Zeit Beisitzer. 1693 erhielt er die Beförderung zum oberster Landgerichtsassessor, 1703 den Titel des brandenburg-kulmbachischen Ersten Rats. 1705 unternahm er eine Reise nach Berlin, auf der er an der Universität Halle mit der Dissertation De originibus electorum, deque etiam Christi nativitate non junioribus cet. disputierte und auf deren Rückreise er in Erlangen von Markgraf Christian Ernst von Brandenburg-Bayreuth zum kulmbachischen Geheimen Rat ernannt wurde.
Pachelbel von Gehag wurde 1712 als Assessor des Reichskammergerichts vom Fränkischen Reichskreis nach Wetzlar berufen. Er entschied sich allerdings an seiner Wirkungsstätte zu verbleiben und folgte dem Ruf nicht. Pachelbel stand im Austausch mit Gottfried Wilhelm Leibniz und Johann Nikolaus Hert. Er publizierte über vierzig Schriften, zumeist zur Verteidigung der Position seines Landesherren.

## Werke (Auswahl)
- De prohibitione nuptiarum in gradu secundo lineae inaequalis, Günther, Leipzig 1678.
- Brandenburgische allgemeine Zoll-Vertheidigung Wider die Nürnbergische unverantwortlichste Zoll-Unthaten, und sämtlichen Unfug aller und jeder, sowohl vormals, als sonderlich auch in beyden jüngsten (1698. und 1699ten) Jahren angetreifelten, und etwann noch ins künfftige bevorstehenden Rechts- oder vielmehr Nürnbergischen Unrechts-Processen, Kretschmann, Onolzbach 1699.
- Teutschen Reichsstaats urkundliche Nachrichten, bevorab auf die Erwählung des Majestätischen Oberhaupts, und auf die eigne Groswacht derer hohen Reichsstände, und vor die churfürstliche Rechte, auf die Reichs Erzamtmänner, und hierunter absonderlich vor das Burggrafthum Nürnberg auf den Reichs Erz-Pförtner, Onolzbach 1709.
- Gründlicher Beweis, daß die Beschwerden, welche der Magistrat zu Nürnberg wider das hochfürstl. Haus Brandenburg Onolzbach führt, meistens in lauter Simulationen bestehen, Onolzbach 1712.
- Etwas aus dem grauesten Alterthum Heut zu Tage ganz Neues, nahmentlich das vormahlig Herzoglich Norgau- und mithin Burggräflich Nürnbergische Churfürstenrecht, dann auch die Königlich Böheim- und Burggräflich Nürnbergische ewige Bundsgenossenschaft, Onolzbach 1712.
- Kurze doch gründliche Vorstellung des hochfürstl. Hauses Brandenb. Onolzbach, betr. der demselben competirenden jurium über den Marktflecken Fürth und deren zugefügte Kränkung von dem Hochstift Bamberg und dessen Domprobstey, Ansbach 1716.